# 狄旺
狄旺（Tep Vong，1932年1月12日—2024年2月26日），柬埔寨僧侣。
他于1932年出生在暹粒，21岁出家成为比丘。1975年红色高棉夺取政权后废除一切宗教，杀害僧王胡达等许多僧侣。狄旺被强制要求还俗结婚，但他不从，因此被打断肋骨。
1979年红色高棉政权垮台后，为复兴佛教，于9月19日重新认证了七位高级僧侣，狄旺是七人中最年轻的一位。1981年，他被选举为僧王，不过并未区分宗派。1991年，武记被任命为法宗派僧王後，恢复两僧王制度，狄旺担任大宗派僧王。
2004年，诺罗敦·西哈努克国王退位。作为王位委员会的成员之一，狄旺与其他八名委员一致投票支持诺罗敦·西哈莫尼当选新任国王。
2006年，狄旺被授予“大僧王”（សម្តេច ព្រះ អគ្គមហាសង្ឃរាជាធិបតី）的头衔，置于两宗派之上。这也是150年以来被授予此头衔的第一人。
狄旺与执政的柬埔寨人民党关系密切。他曾声称自己赞赏洪森。